# Stanislav Hanzl (sochař)

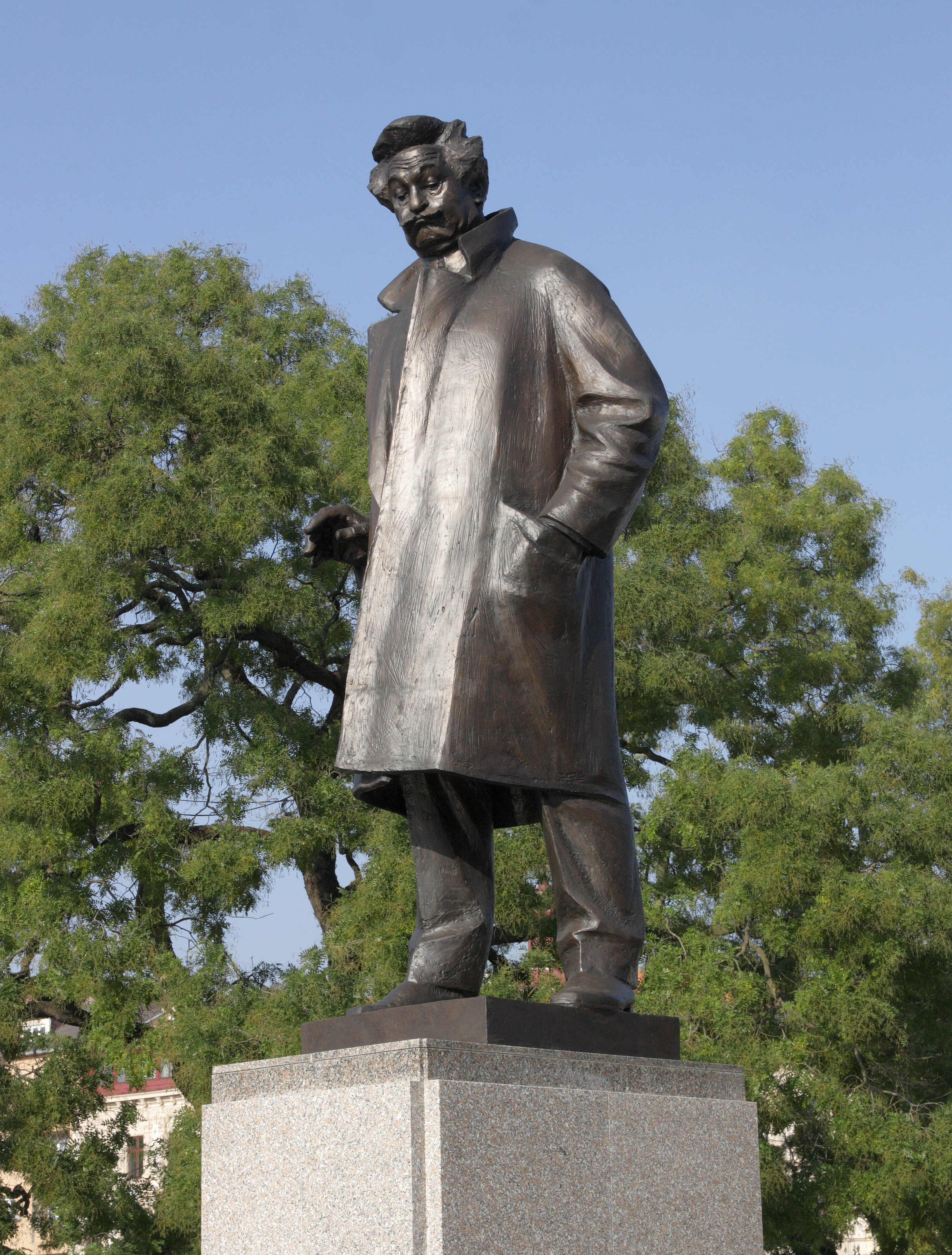
Socha Leoše Janáčka, Brno

Stanislav Hanzl (9. října 1919, Šlapanice – 1. prosince 2011) byl český sochař a restaurátor historických památek. K jeho nejznámějším dílům patří socha Leoše Janáčka před Janáčkovým divadlem v Brně.

## Život a dílo
Pocházel ze Šlapanic u Brna z rodiny truhlářského dělníka, byl nejmladší ze šesti dětí. V roce 1934 dokončil měšťanskou školu, potom pracoval v Brně u akademického sochaře Františka Proseckého (1905–1979) a několik let také v dílně řezbáře Josefa Staňka v Bučovicích. Začal studovat na Uměleckoprůmyslové škole v Brně a potom byl přijat na Vysokou školu uměleckoprůmyslovou v Praze, kde studoval u prof. Karla Dvořáka. Již v roce 1948 bylo v rodných Šlapanicích odhaleno jeho první větší dílo, pomník Osvobození (socha rudoarmějce). Studium ukončil v roce 1949.
Po studiích se stal členem Svazu československých výtvarných umělců a později členem Jednoty výtvarných umělců v Praze. Byl také členem Skupiny 66. Se svými díly se Stanislav Hanzl zúčastnil mnoha soutěží a výstav. Mezi jeho známá díla instalovaná na veřejných prostranstvích patří kromě pomníku ve Šlapanicích zejména socha Leoše Janáčka před Janáčkovým divadlem v Brně. Stanislav Hanzl se uplatnil i jako restaurátor – spolupracoval např. na restaurování soch na Karlově mostě, na Pražském hradě, v zámku Trója a v Anežském klášteře.
Jeho manželka Jarmila Hanzlová (1921–2015) byla rovněž akademickou sochařkou a restaurátorkou; žili v Praze.